# Šimšų miškas
Šimšų miškas este o arie protejată (sit de importanță comunitară — SCI) din Lituania întinsă pe o suprafață de 2.214,28 ha, integral pe uscat.

## Localizare
Centrul sitului Šimšų miškas este situat la coordonatele 55°40′12″N 23°12′11″E / 55.67°N 23.2031°E.

## Înființare
Situl Šimšų miškas a fost declarat sit de importanță comunitară în martie 2004 pentru a proteja 4 specii de animale.

## Biodiversitate
Situată în ecoregiunea boreală, aria protejată conține 14 habitate naturale: Lacuri eutrofice naturale cu vegetație de tip Magnopotamion sau Hydrocharition, Formațiuni ierboase bogate în specii de Nardus, dezvoltate pe substraturi silicioase în zone montane (și în zone submontane, în Europa continentală), Pajiști fino-scandinave uscate până la mezice, bogate în specii de altitudine mică, Pajiști cu Molinia pe soluri calcaroase, turboase sau argilos-nămoloase (Molinion caeruleae), Pajiști aluvionare boreale nordice, Fânețe de joasă altitudine (Alopecurus pratensis, Sanguisorba officinalis), Izvoare petrifiante cu formare de travertin (Cratoneurion), Mlaștini alcaline, Taiga vestică, Păduri caducifoliate bătrâne naturale hemiboreale fino-scandinave (Quercus, Tilia, Acer, Fraxinus sau Ulmus) bogate în specii epifite, Păduri fino-scandinave bogate în ierburi cu Picea abies, Păduri caducifoliate de mlaștină fino-scandinave, Mlaștini împădurite, Păduri aluvionare cu Alnus glutinosa și Fraxinus excelsior (Alno-Padion, Alnion incanae, Salicion albae).
La baza desemnării sitului se află mai multe specii protejate de  nevertebrate (4): fluturele auriu (Euphydryas aurinia), fluturele flitirar (Euphydryas maturna), libelule (Leucorrhinia pectoralis), fluturele purpuriu (Lycaena dispar).
Pe lângă speciile protejate, pe teritoriul sitului au mai fost identificate 4 specii de plante, 3 specii de nevertebrate.